# Albert Kinert
Albert Kinert (Vinkovci, 6. travnja 1919. - Zagreb 1987.) hrvatski akademski slikar, grafičar, crtač, kipar, ilustrator, likovni pedagog, svestrani likovni umjetnik

## Životopis
Albert Kinert rođen je 6. travnja 1919. godine u Vinkovcima. Godine 1928., u jeku velike ekonomske krize, obitelj se seli u Zagreb, kako je on sȃm jednom kazao ”trbuhom za kruhom ili grlom u jagode“. Nepovoljne životne prilike natjerale su Kinerta da s četrnaest godina prekine školovanje i započne raditi kao frizerski naučnik. U ranom je djetinjstvu najviše vremena provodio crtajući, a u ranoj mladosti čitajući što god mu je došlo pod ruku – od Homerove Ilijade i Odiseje do Gričke vještice. Bavio se gimnastikom, hrvanjem i boksom, a u osamnaestoj godini počinje pohađati privatnu crtačku školu. Posjećuje likovne izložbe, čita likovne kritike, a godine 1939. upisuje se na Akademiju likovnih umjetnosti u Zagrebu. U klasi su mu kolege bili Edo Murtić, Nikola Reiser, Raul Goldoni, Ivan Šebalj i Ivo Dulčić, a profesori Ismet Mujadžić, Krsto Hegedušić, Mario Tartaglia, Ljubo Babić i Tomislav Krizman. 
Svoj prvi uspjeh postiže još kao student treće godine, kad objavljuje mapu 40 litografija, kojoj je predgovor napisao Ljubo Babić. Ženi se 1944. kolegicom s Akademije, i iste godine dobiva kćeri blizanke – Doru i Nadu. Te godine preuzima crtanje dvaju stripova što ih je bio započeo Andrija Maurović, a potom za časopise Zabavnik, Kerempuh i Pokret samostalno crta stripove pod pseudonimom Toma Božić. Uz crtanje stripova za život zarađuje kao ilustrator i likovni urednik raznih izdanja.
Godine 1947. biva izabran za asistenta na Akademiji likovnih umjetnosti u Zagrebu, ali nakon samo tri mjeseca podnosi ostavku zbog neslaganja s mentorom, profesorom Tomislavom Krizmanom. Krsto Hegedušić ga poziva za suradnika u svoju majstorsku radionicu, a Kinert radije odabire slobodu samostalnog umjetnika. Budući da je sloboda za koju se opredijelio značila i nesigurne prihode, vrlo je intenzivno radio kao ilustrator u revijama Otkrića i Suvremen tehnika, te u Vjesniku u srijedu. Iz tog vremena osobito su uspješe bile ilustracije knjige Bakonja fra Brne i Priča iz davnine.
Godine 1957. izlaže na prvoj izložbi grupe Mart, a godinu dana kasnije sa Zlatkom Pricom, Edom Murtićem, Nikolom Reiserom, Ivanom Piceljem, Vojinom Bakićem, Kostom Angeli-Radovanijem i s Dušanom Džamonjom osniva grupu Zagreb 58. S tim kolegama je izlagao u Antverpenu. Godine od 1958. do 1964. u njegovoj slikarskoj karijeri predstavljaju razdoblje u kojem – uporno ustrajući na vlastitim likovnim uvjerenjima, često mimo i usuprot općeprihvaćenim – izgradio prepoznatljiv i osebujan likovni izraz.
Na Akademiju likovnih umjetnosti u Zagrebu vraća se godine 1961., ovaj put u statusu docenta, a 1966. biva izabran za izvanrednog profesora. Te godine na Akademiji osniva poslijediplomski studij za specijalizaciju i usavršavanje u disciplini grafičke ilustracije, a 1971. postaje redovni profesor. Njegov pedagoški rad na zagrebačkoj Akademiji ostavio je traga, posebno u hrvatskoj grafici. Mnogi istaknuti hrvatski grafičari – poput Frane Para, Dubravke Babić, Nevenke Arbanas, Zdenke Pozaić, Nade Žiljak, Stanislav Marjanović – bili su njegovi studenti.
Godine 1985. Moderna galerija u Zagrebu priređuje monografsku izložbu popraćenu u katalogu studioznim prikazom Kinertova opusa iz pera Darka Schneidera. Bila je to opsežna i bogata izložba koja je kritičkim odabirom obuhvatila sve faze Kinertova slikarstva, grafike i skulpture. Medijska popraćenost te izložbe otkrila je i neobično 'priznanje' što ga je slikar doživio od nepoznata ljubitelja – jedna tempera iz hvarskog ciklusa malih tempera bila je ukradena! 
Albert Kinert je za života, između prve izložbe 1946. do 1987., izlagao na dvadeset i tri samostalnih i više od dvije stotine skupnih izložaba; objavio je sedam grafičkih mapa; dobio je devet nagrada; o njegovu djelu objavljene su dvije monografije – iz pera Danijela Dragojevića (Naprijed, Zagreb 1963.) i Jagora Bučana (ALU Zagreb, Art studio Azinović, Zagreb 2002.). I poslije njegove smrti priređuju se izložbe njegovih djela, a godine 2012. njegov strip Čuvaj se senjske ruke objavljen je u obliku knjige (ART9, Zagreb) u kojoj su Veljko Krulčić i Tomislav Čegir objavili kompletnu Kinertovu stripografiju i dvije studije – ”Albert Kinert, nesuđeni klasik hrvatskog stripa” i ”Kinertova interpretacija Šenoina romana, zagubljena stavka u kontinuitetu domaćeg stripa“. Među posmrtno priređenim izložbama posebno su važne dvije koje imaju retrospektivni značaj. U Galeriji umjetnosti ”Slavko Kopač“ u Vinkovcima 2013. godine organizirana je retrospektiva Kinertova grafičkog opusa (izbor radova i kataloški tekst Jagor Bučan), a Moderna galerija u Zagrebu 2018. godine iznova priređuje Kinertovu retrospektivu, koju je autorica izložbe Iva Körbler osmislila s namjerom da se rekontekstualizira i revalorizira njegovo mjesto u suvremenoj hrvatskoj umjetnosti od početka pedesetih godina 20. stoljeća do danas. 
Grafička, slikarska i kiparska djela Alberta Kinerta nalaze se u svim najvažnijim hrvatskim muzejima, galerijama i privatnim zbirkama, uključujući Modernu galeriju u Zagrebu, Muzej suvremene umjetnosti u Zagrebu, Grafički kabinet HAZU, Grafičke zbirku Nacionalne i sveučilišne knjižnice u Zagrebu, Galeriju umjetnina u Splitu, Muzej moderne i suvremene umjetnosti u Rijeci, Umjetničku galeriju u Dubrovniku, Muzeju likovnih umjetnosti u Osijeku, Narodni muzej u Zadru, Zbirku Ružić u Slavonskome Brodu, Gradski muzej u Vinkovcima, Zbirku Filip Trade i mnoge druge. Muzej moderne umjetnosti u Antverpenu također je u posjedu Kinertova djela. 
Albert Kinert, bezostatno i strastveno predan neumornom, doslovce svakodnevnom stvaranju,  umro je 4. srpnja 1987. Iza njega  je ostao opsegom i brojnošću radova bogat slikarski, grafički, kiparski i ilustratorski opus. Ali on je bio slikar, grafičar i kipar kojemu nisu bili strani ni drugi oblici izražavanja. Pored grafičkog priručnika za studente ”Magija crno-bijelog” i metodološkog priručnika ”Asocijacije i meditacije između dva poteza”, postumno izdanje zbirke poezije Psovka od ljubavi (koja je doživjela tri izdanja) otkrilo je  prije toga javnosti nepoznatu dimenziju njegova stvaralaštva, a njegovi intimni slikarski zapisi – također posmrtno objavljeni pod naslovom Monolog – potvrdili su da je za Alberta Kinerta slikarstvo bilo u punom smislu riječi njegov život. Kako je to u monografiji o njemu napisao J. Bučan, ističući da je likovno stvaranje iz Kinertova života izagnalo svaki drugi interes: ”Kinertova biografija stoga nije ništa drugo do li njegov likovni opus.“